# Estruturalismo
O estruturalismo é uma corrente de pensamento nas ciências humanas que se inspirou no modelo da linguística e que depreende a realidade social a partir de um conjunto considerado elementar (ou formal) de relações. Para a sociologia, antropologia e linguística, o estruturalismo é a metodologia pela qual elementos da cultura humana devem ser entendidos em sua relação com um sistema ou estrutura maior, mais abrangente.
O estruturalismo opera no sentido de descobrir as estruturas que sustentam todas as coisas que os seres humanos fazem, pensam, percebem e sentem. O filósofo Simon Blackburn resume afirmando que o estruturalismo é "a crença de que os fenômenos da vida humana não são inteligíveis exceto através de suas interrelações. Tais relações constituem uma estrutura e, ainda por trás das variações locais dos fenômenos superficiais, existem leis constantes do extrato cultural".

## Origem
O termo estruturalismo tem origem no livro Cours de linguistique générale (em português, Curso de Linguística Geral), de Ferdinand de Saussure (1916), que se propunha a abordar qualquer língua como um sistema no qual cada um dos elementos só pode ser definido pelas relações de equivalência ou de oposição que mantêm com os demais elementos. Esse conjunto de relações forma a estrutura.[carece de fontes?]
O estruturalismo é uma abordagem que veio a se tornar um dos métodos mais extensamente utilizados para analisar a língua, a cultura, a filosofia da matemática e a sociedade na segunda metade do século XX. Entretanto, estruturalismo não se refere a uma "escola" claramente definida de autores, embora o trabalho de Saussure seja geralmente considerado  ponto de partida. O estruturalismo é mais bem visto como uma abordagem geral com muitas variações. Como em qualquer movimento cultural, as influências e os desenvolvimentos são complexos.[carece de fontes?]
De um modo geral, o estruturalismo procura explorar as interrelações (as "estruturas") através das quais o significado é produzido dentro de uma cultura. Um uso secundário do estruturalismo tem sido visto recentemente na filosofia da matemática. De acordo com a teoria estrutural, os significados dentro de uma cultura são produzidos e reproduzidos através de várias práticas, fenômenos e atividades que servem como sistemas de significação. Um estruturalista estuda atividades tão diversas como rituais de preparação e do servir de alimentos, rituais religiosos, jogos, textos (literários e não-literários) e outras formas de entretenimento para descobrir as estruturas profundas pelas quais o significado é produzido e reproduzido em uma cultura. Por exemplo, o antropólogo e etnógrafo Claude Lévi-Strauss (um antigo e proeminente praticante do estruturalismo), analisou fenômenos culturais incluindo mitologia, relações de família e preparação de alimentos.[carece de fontes?]
Lévi-Strauss explicou que os antônimos estão na base da estrutura sócio-cultural. Em seus primeiros trabalhos demonstrou que os grupos familiares tribais eram geralmente encontrados em pares, ou em grupos emparelhados nos quais ambos se opunham e se necessitavam ao mesmo tempo. Na Bacia Amazônica, por exemplo, duas grandes famílias construíam suas casas em dois semicírculos frente-a-frente, formando um grande círculo. Também mostrou que os mapas cognitivos, as maneiras através das quais os povos categorizavam animais, árvores, e assim por diante, eram baseados em séries de antônimos. Mais tarde, em seu trabalho mais popular, "O Cru e o Cozido", descreveu contos populares amplamente dispersos da América do Sul tribal como inter-relacionados através de uma série de transformações - como um antônimo aqui transformava-se em outro antônimo ali. Por exemplo, como o título indica, Cru torna-se seu oposto, Cozido. Esses antônimos em particular (Cru/Cozido) são simbólicos da própria cultura humana que, por meio do pensamento e do trabalho, transforma matérias-primas em roupas, alimento, armas, arte, ideias. Cultura, explicou Lévi-Strauss, é um processo dialético: tese, antítese, síntese.[carece de fontes?]
Ao fazer estudos em literatura, um crítico estruturalista examinará a relação subjacente dos elementos ('a estrutura') em, por exemplo, uma história, ao invés de focalizar em seu conteúdo. Um exemplo básico são as similaridades entre 'Amor, sublime Amor' e 'Romeu e Julieta'. Apesar de as duas histórias terem ocorrido em épocas e lugares diferentes, um estruturalista argumentaria que são a mesma história, devido à estrutura similar: em ambos os casos, uma garota e um garoto se apaixonam (ou, como podemos dizer, são +AMOR) apesar de pertencerem a dois grupos que se odeiam (-AMOR), um conflito que é resolvido por suas mortes. Consideremos agora a história de duas famílias amigas (+AMOR) que fazem um casamento arranjado entre seus filhos apesar deles se odiarem (-AMOR), e que os filhos resolvem este conflito cometendo suicídio para escapar da união. Um estruturalista argumentaria que esta segunda história é uma 'inversão' da primeira, porque o relacionamento entre os valores do amor e dos dois grupos envolvidos foi invertido. Adicionalmente, um estruturalista argumentaria que o 'significado' de uma história se encontra em descobrir esta estrutura ao invés de, por exemplo, descobrir a intenção do autor que a escreveu.[carece de fontes?]

## O Curso de Saussure
Geralmente, Ferdinand de Saussure é visto como o iniciador do estruturalismo, principalmente devido a seu livro de 1916 'Curso de Linguística Geral'. Ainda que Saussure fosse, assim como seus contemporâneos, interessado em linguística histórica, desenvolveu no 'Curso' uma teoria mais geral de semiótica (estudo dos signos). Essa abordagem se concentrava em examinar como os elementos da linguagem se relacionavam no presente ('sincronicamente', ao invés de 'diacronicamente'). Assim ele focou seus estudos não no uso da linguagem (o falar, ou a parole), mas no sistema subjacente de linguagem (idioma, ou a langue) do qual qualquer expressão particular era manifestação. Enfim, ele argumentou que sinais linguísticos eram compostos por duas partes, um 'significante' (o padrão sonoro da palavra, seja sua projeção mental - como quando silenciosamente recitamos linhas de um poema para nós mesmos - ou sua realização física como parte do ato de falar) e um 'significado' (o conceito ou o que aquela palavra quer dizer). Era totalmente diferente das abordagens anteriores à linguagem, que se focavam no relacionamento entre palavras e as coisas que elas denominavam no mundo. Concentrando-se na constituição interna dos sinais ao invés da sua relação com os objetos no mundo, Saussure fez da anatomia (estrutura da linguagem) algo passível de ser analisado e estudado.[carece de fontes?]

## Estruturalismo na Linguística
O Curso de Saussure influenciou muitos linguistas no período entre a I e a II Grandes Guerras. Nos Estados Unidos, por exemplo, Leonard Bloomfield desenvolveu sua própria versão de linguística estrutural, assim como fez Louis Hjelmslev na Escandinávia. Na França, Antoine Meillet e Émile Benveniste continuariam o programa de Saussure. No entanto, ainda mais importante, membros da Escola de Linguística de Praga como Roman Jakobson e Nikolai Trubetzkoy conduziram pesquisas que seriam muito influentes.[carece de fontes?]
O mais nítido e mais importante exemplo do estruturalismo da Escola de Praga encontra-se na fonética (estudo dos fonemas). Em vez de simplesmente compilar uma lista dos sons que ocorrem num idioma, a Escola de Praga procurou examinar como elas se relacionavam. Determinaram que o catálogo de sons em um idioma poderia ser analisado em termos de uma série de contrastes.[carece de fontes?]
Por exemplo, em inglês as palavras 'pat' e 'bat' são diferenciadas devido ao contraste de sons do /p/ e do /b/. A diferença entre eles é que as cordas vocais vibram enquanto se diz um /b/ e não vibram quando se diz um /p/. Também no inglês existe um contraste entre consoantes pronunciadas e não-pronunciadas. Analisar sons em termos de características contrastantes também abre um espaço comparativo: deixa claro, por exemplo, que a dificuldade que falantes japoneses têm em diferenciar o /r/ do /l/ no inglês deve-se ao fato de esses dois sons não serem contrastantes em japonês. Enquanto essa abordagem é atualmente padrão em linguística, foi revolucionária na época. A fonologia viria a tornar-se a base paradigmática para o estruturalismo num diferente número de formas.[carece de fontes?]

## Estruturalismo na Literatura
O Estruturalismo teve vigência nos estudos literários pelos trabalhos do Grupo Tel Quel/Communications, formado por Roland Barthes, Algirdas Julien Greimas, Juri Lotman, Tzvetan Todorov, Claude Bremond etc. Dentre as obras principais estão Análise Estrutural da Narrativa, Ensaios de Semiótica Poética e As Estruturas Narrativas.[carece de fontes?]

## Estruturalismo na Antropologia
Claude Lévi-Strauss é o expoente da corrente estruturalista na Antropologia. Para fundá-la, Lévi-Strauss buscou elementos das ciências que, no seu entender, haviam feito avanços significativos no desenvolvimento de um pensamento propriamente objetivo. Sua maior inspiração foi a Linguística estruturalista da qual faz constante referência, por exemplo, a Jakobson.
Ao apropriar-se do pensamento estruturalista para aplicá-lo à Antropologia, Lévi-Strauss pretende chegar ao modus operandi do espírito humano. No seu entender, deve haver elementos universais na atividade do espírito humano, elementos entendidos como partes irredutíveis e suspensas em relação ao tempo, que perpassariam todo o modo de pensar dos seres humanos.
Nesta linha de pensamento, Lévi-Strauss chega ao par de oposições como elemento fundamental do espírito: todo pensamento humano opera através de pares de oposição. Para defender essa tese, Lévi-Strauss analisa milhares de mitos nas mais variadas sociedades humanas, encontrando modos de construção análogos em todas.

## Estruturalismo na Filosofia da Matemática
Estruturalismo na matemática é o estudo de que estruturas dizem o que um objeto matemático é, e como a ontologia (estudo do Ser) dessas estruturas deveria ser entendida. É uma filosofia crescente dentro da matemática que não deixa de ter sua porção de críticos. Em 1965, Paul Benacerraf escreveu um ensaio intitulado: "O que os números não poderiam ser." É um artigo seminal em estruturalismo matemático, num estranho modo de dizer: ele iniciou o movimento pela resposta que gerou. Benacerraf endereçou uma noção em matemática para tratar enunciados matemáticos em valor nominal, e nesse caso estamos comprometidos a uma abstrata e eterna esfera de objetos matemáticos. O dilema de Bernacerraf é como nós viemos a saber desses objetos se não nos encontramos em relação casual com os mesmos. Esses objetos são considerados casualmente inertes ao mundo. Outro problema levantado por Bernacerraf são as múltiplas teorias de grupos que existem através da redução de teoria elementar dos números para teoria de grupos. Decidir qual das teorias é verdadeira não foi praticável. Benacerraf concluiu em 1965 que números não são objetos.[carece de fontes?]
A resposta às reivindicações negativas de Benacerraf é como o estruturalismo tornou-se um programa filosoficamente viável dentro da matemática. O estruturalismo responde a essas reivindicações negativas que a essência dos objetos matemáticos são relações em que os objetos sejam pacientes com as estruturas. Estruturas são exemplificadas em sistemas abstratos em termos de relações que contêm a verdade para aquele sistema.[carece de fontes?]

## Estruturalismo no pós-Guerra
Após a II Guerra Mundial, e particularmente nos anos 1960, o estruturalismo emergiu à proeminência na França e foi a popularidade inicial do estruturalismo nesse país que o levou a se expandir pelo globo.[carece de fontes?]
Durante as décadas de 1940 e 1950, o existencialismo como era praticado por Jean-Paul Sartre era o modo dominante. O estruturalismo rejeitava a noção existencialista de liberdade humana radical e, ao invés disso, concentrava-se na maneira que o comportamento humano é determinado por estruturas culturais, sociais e psicológicas. O mais importante trabalho nesse sentido foi o volume de 1949 de As Estruturas Elementares do Parentesco de Claude Lévi-Strauss. Lévi-Strauss havia conhecido Jakobson durante sua estada em Nova Iorque durante a II Guerra Mundial e foi influenciado tanto pelo estruturalismo de Jakobson quanto pela tradição antropológica americana. Em Estruturas Elementares ele examinou os sistemas de relações de parentesco de um ponto de vista estrutural e demonstrou o quanto organizações sociais aparentemente diferentes eram de fato permutações de algumas poucas estruturas de parentesco. No final dos anos 50 ele publicou Antropologia Estrutural, uma coleção de ensaios que delineavam seu programa para o estruturalismo.[carece de fontes?]
No início dos anos 60 o estruturalismo como movimento começava a andar com suas próprias pernas e alguns acreditavam que isso ofereceu uma singular abordagem unificada da vida humana que poderia abraçar todas as disciplinas. Roland Barthes e Jacques Derrida se concentraram em como o estruturalismo poderia ser aplicado à literatura. Jacques Lacan (e, de outro modo, Jean Piaget) aplicaram o estruturalismo ao estudo da psicologia, combinando Freud e Saussure. O livro de Michel Foucault 'A Ordem do Discurso' examinou a história da ciência para estudar como estruturas de epistemologia (teoria do conhecimento) davam forma a como as pessoas imaginavam o conhecimento e o saber (apesar de que Foucault, mais tarde, negaria explicitamente uma pretensa afiliação com o movimento estruturalista). Louis Althusser combinou Marxismo com estruturalismo para criar seu próprio tipo de análise social. Outros autores na França e no exterior têm desde então estendido a análise estrutural a praticamente toda disciplina.[carece de fontes?]
A definição de 'estruturalismo' também mudou como resultado de sua popularidade. Como sua popularidade como movimento passava por altos e baixos, alguns autores se consideravam 'estruturalistas' e logo depois abandonavam o rótulo. Adicionalmente, o termo teve significados levemente diferentes em inglês e em francês. Nos EUA, por exemplo, Derrida é considerado o paradigma do pós-estruturalismo enquanto na França é rotulado como estruturalista. Enfim, alguns autores escreveram em vários estilos diferentes. Barthes, por exemplo, escreveu livros claramente estruturalistas e outros que claramente não o eram.[carece de fontes?]

## Estruturalismo na Psicologia
O estruturalismo define a psicologia como ciência da consciência e da mente, definição herdada de Wundt. Acredita-se que a mente seria uma soma de processos estruturais e que a consciência e a mente eram resultados desta estruturação. Edward Titchener, primeiro nome do estruturalismo, afirmava que consciência e mente eram entes separados que tinham papéis diferentes na vivência do indivíduo. Um dos grandes objetivos da psicologia estruturalista seria descobrir os aspectos estruturais da mente, a maneira pela qual se estrutura e os elementos da consciência. Para isso, tinha como principal método de estudo a introspecção, através de uma observação treinada e preparada para garantir os dois pontos essenciais de toda a observação: a atenção e o registro do fenômeno. Com isso, foi proposto três estágios de consciência: sensações, imagens e estados afetivos. A era do estruturalismo terminou com a morte de Titchener, porém, algumas ideias ou técnicas foram utilizadas ou reinventadas em outras abordagens como a introspecção na psicanálise.

## Reações
Hoje o estruturalismo tem sido substituído por abordagens como o pós-estruturalismo e desconstrutivismo. Há muitas razões para isso. O estruturalismo tem sido frequentemente criticado por ser não histórico e por favorecer forças estruturais determinísticas em detrimento à habilidade de pessoas individuais de atuar. Enquanto a turbulência política dos anos 60 e 70 (e particularmente os levantes estudantis de maio de 68) começou a afetar a academia, questões de poder e briga política tornaram-se o centro das atenções da população. Nos anos 80, o desconstrutivismo e sua ênfase na ambiguidade fundamental da língua - ao invés de sua estrutura cristalina lógica - tornou-se popular. No final do século o estruturalismo era visto historicamente como uma importante escola de pensamento, mas eram os movimentos que ele gerou, e não o próprio estruturalismo, que detinham a atenção.[carece de fontes?]

## Representantes
- Estruturalismo europeu
  - Claude Lévi-Strauss
  - Émile Benveniste
  - Ferdinand de Saussure
  - Jacques Derrida
  - Jacques Lacan
  - Louis Althusser
  - Michel Foucault

- Estruturalismo americano
  - Charles F. Hockett
  - Edward Sapir
  - Leonard Bloomfield
  - Marshall Sahlins
  - Zellig Harris